# Nederlandse kampioenschappen indooratletiek 1987
De Nederlandse kampioenschappen indooratletiek 1987 werden op 6 t/m 8 februari in de Houtrusthallen in Den Haag gehouden.
Tijdens deze kampioenschappen werden twee Nederlandse records verbeterd. Marjan Olyslager kwam op de 60 m horden tot 8,16 s, een verbetering van haar eigen record uit 1984 met 0,05 seconde. Bij de mannen liet Rob Druppers op de 1000 m 2.18,73 optekenen, waarmee hij 3 seconden sneller was dan zijn eerdere toptijd uit 1981.

## Uitslagen

### 60 m
| rang   | atleet         | prestatie |
| ------ | -------------- | --------- |
| Goud   | Emiel Mellaard | 6,92 s    |
| Zilver | Achmed de Kom  | 6,94 s    |
| Brons  | Danny Kreekel  | 6,99 s    |

| rang   | atlete             | prestatie |
| ------ | ------------------ | --------- |
| Goud   | Nelli Fiere-Cooman | 7,14 s    |
| Zilver | Els Vader          | 7,28 s    |
| Brons  | Marjan Olyslager   | 7,59 s    |

### 200 m
| rang   | atleet          | prestatie |
| ------ | --------------- | --------- |
| Goud   | Arjen Visserman | 21,79 s   |
| Zilver | Bart Hogendoorn | 21,82 s   |
| Brons  | Dick Jorissen   | 21,89 s   |

| rang   | atlete          | prestatie |
| ------ | --------------- | --------- |
| Goud   | Els Vader       | 23,75 s   |
| Zilver | Yvonne van Dorp | 24,81 s   |
| Brons  | Marijke van Zon | 25,05 s   |

### 400 m
| rang   | atleet            | prestatie |
| ------ | ----------------- | --------- |
| Goud   | Arjen Visserman   | 47,76 s   |
| Zilver | Menno Swier       | 48,32 s   |
| Brons  | Cees van Gelderen | 48,74 s   |

| rang   | atlete            | prestatie |
| ------ | ----------------- | --------- |
| Goud   | Tanja van der Wal | 55,24 s   |
| Zilver | Yvonne van Dorp   | 55,97 s   |
| Brons  | Janneke Bosma     | 56,44 s   |

### 800 m
| rang   | atleet           | prestatie |
| ------ | ---------------- | --------- |
| Goud   | Rob Druppers     | 1.52,79   |
| Zilver | Jaap van Treijen | 1.53,68   |
| Brons  | Hugo Kusters     | 1.53,79   |

| rang   | atlete             | prestatie |
| ------ | ------------------ | --------- |
| Goud   | Elly van Hulst     | 2.06,04   |
| Zilver | Krista Aukema      | 2.06,12   |
| Brons  | Heidi van der Plas | 2.14,62   |

### 1000 m
| rang   | atleet             | prestatie |
| ------ | ------------------ | --------- |
| Goud   | Rob Druppers       | 2.18,73   |
| Zilver | Hugo Kusters       | 2.27,16   |
| Brons  | Jacques van Zuylen | 2.28,34   |

### 1500 m
| rang   | atleet         | prestatie |
| ------ | -------------- | --------- |
| Goud   | Han Kulker     | 3.49,54   |
| Zilver | Henk Gommer    | 3.54,13   |
| Brons  | Wybo Lelieveld | 3.54,31   |

| rang   | atlete         | prestatie |
| ------ | -------------- | --------- |
| Goud   | Krista Aukema  | 4.29,07   |
| Zilver | Marjan Freriks | 4.32,05   |
| Brons  | Joke Kleijweg  | 4.33,58   |

### 3000 m
| rang   | atleet         | prestatie |
| ------ | -------------- | --------- |
| Goud   | Herman Hofstee | 8.07,35   |
| Zilver | Marc Borghans  | 8.07,94   |
| Brons  | Aart Bakker    | 8.15,99   |

| rang   | atlete         | prestatie |
| ------ | -------------- | --------- |
| Goud   | Elly van Hulst | 9.52,85   |
| Zilver | Marjan Freriks | 9.56,30   |
| Brons  | Geeske Jansen  | 9.59,02   |

### 5000 m snelwandelen
| rang   | atleet          | prestatie |
| ------ | --------------- | --------- |
| Goud   | Harold van Beek | 20.56,9   |
| Zilver | Jan Cortenbach  | 21.21,4   |
| Brons  | Ton van Andel   | 22.08,8   |

### 60 m horden
| rang   | atleet          | prestatie |
| ------ | --------------- | --------- |
| Goud   | Emiel Mellaard  | 8,09 s    |
| Zilver | Ruud van Maurik | 8,19 s    |
| Brons  | Robert de Wit   | 8,22 s    |

| rang   | atlete           | prestatie |
| ------ | ---------------- | --------- |
| Goud   | Marjan Olyslager | 8,16 s    |
| Zilver | Tineke Hidding   | 8,53 s    |
| Brons  | Ella Wijnants    | 8,70 s    |

### hoogspringen
| rang   | atleet          | prestatie |
| ------ | --------------- | --------- |
| Goud   | René van Loon   | 2,04 m    |
| Zilver | Henk Jan Gebben | 2,04 m    |
| Zilver | Rik Wijnands    | 2,04 m    |
| Zilver | Eric Rollenberg | 2,04 m    |

| rang   | atlete                | prestatie |
| ------ | --------------------- | --------- |
| Goud   | Ella Wijnants         | 1,77 m    |
| Zilver | Monique van der Weide | 1,74 m    |
| Zilver | Mariëtte Versluis     | 1,74 m    |

### hink-stap-springen
| rang   | atleet                | prestatie |
| ------ | --------------------- | --------- |
| Goud   | Aafbrecht van de Veen | 15,05 m   |
| Zilver | Roy Sedoc             | 14,98 m   |
| Brons  | Arthur Lynch          | 14,69 m   |

### polsstokhoogspringen
| rang   | atleet             | prestatie |
| ------ | ------------------ | --------- |
| Goud   | Robert de Wit      | 5,00 m    |
| Zilver | Gijsbert de Ruiter | 4,70 m    |
| Brons  | Maurice Penders    | 4,60 m    |

### verspringen
| rang   | atleet           | prestatie |
| ------ | ---------------- | --------- |
| Goud   | Hein Macnack     | 7,43 m    |
| Zilver | Martijn Roordink | 7,36 m    |
| Brons  | Luuk Bijleveld   | 7,25 m    |

| rang   | atlete             | prestatie |
| ------ | ------------------ | --------- |
| Goud   | Edine van Heezik   | 6,36 m    |
| Zilver | Mieke van der Kolk | 6,19 m    |
| Brons  | Tineke Hidding     | 6,08 m    |

### kogelstoten
| rang   | atleet        | prestatie |
| ------ | ------------- | --------- |
| Goud   | Erik de Bruin | 20,49 m   |
| Zilver | Wim de Wolff  | 17,37 m   |
| Brons  | Rob Bakker    | 16,35 m   |

| rang   | atlete             | prestatie |
| ------ | ------------------ | --------- |
| Goud   | Deborah Dunant     | 15,97 m   |
| Zilver | Bernadette Fransen | 15,55 m   |
| Brons  | Pietula Zomer      | 14,36 m   |

1969 · 
1970 · 
1971 · 
1972 · 
1973 · 
1974 · 
1975 · 
1976 · 
1977 · 
1978 · 
1979 ·
1980 · 
1981 · 
1982 · 
1983 · 
1984 · 
1985 · 
1986 · 
1987 · 
1988 · 
1989 · 
1990 · 
1991 · 
1992 · 
1993 · 
1994 · 
1995 · 
1996 · 
1997 · 
1998 · 
1999 · 
2000 · 
2001 · 
2002 · 
2003 · 
2004 · 
2005 · 
2006 · 
2007 · 
2008 · 
2009 · 
2010 · 
2011 · 
2012 · 
2013 · 
2014 ·
2015 ·
2016 ·
2017 ·
2018 ·
2019 · 
2020 · 
2021 · 
2022 · 
2023 · 
2024 · 
2025